# Гусаров, Евгений Александрович
Евгений Александрович Гусаров (Род. 18 августа 1951 года в городе Сызрань Куйбышевской области, РСФСР, СССР) — российский политический деятель, депутат Государственной Думы ФС РФ первого созыва

## Биография
Получил средне-техническое образование, окончив нефтяной техникум в городе Сызрань. В 1980 году получил высшее образование в Куйбышевском плановом институте. Прошёл курсы в университете «Лайоло» в Чикаго, США.
С 1974 по 1989 год работал на производственном объединении «Пластик» слесарем, мастером, заместителем начальника цеха, старшим инженером, заместителем начальника отдела, начальником отдела, член КПСС. С 1989 по 1992 год работал президентом многоотраслевой фирмы «Поиск».
В 1993 году избран депутатом Государственной Думы Федерального Собрания Российской Федерации первого созыва от Сызранского одномандатного избирательного округа № 161. В Государственной Думе был заместителем председателя комитета по промышленности, строительству, транспорту и энергетике, входил в депутатскую группу «Новая региональная политика».
С 1997 по 1999 год работал членом Политического Консультативного Совета при Президенте РФ. С 1999 года работал Счётной Палате Российской Федерации заместителем начальника инспекции.
В 2003—2016 годах совместно с бывшим депутатом В.М.Смирновым организовал и возглавлял в должности председателя совета директоров Консалтинговую компанию ООО «VIP.CS» в Москве.

## Законотворческая деятельность
За время исполнения полномочий депутата Государственной думы I созыва выступил соавтором 2 законодательных инициатив и поправок к проектам федеральных законов.